# Fanta Keita (handball)
Pour les articles homonymes, voir Fanta Keita et Keita.
Fanta Keita, née le 17 octobre 1995 à Ivry-sur-Seine, est une handballeuse franco-sénégalaise, évoluant au poste d'arrière.

## Carrière

### En club
Formée au Issy Paris Hand, elle évolue à partir de 2014 à la Stella Sports Saint-Maur. En 2017, elle s'engage pour deux ans au CJF Fleury Loiret Handball.
À l'issue de la saison 2018-2019, elle rejoint le club d'Aunis Handball La Rochelle-Périgny. 

### En sélection
Avec la France, elle est 5e du championnat d'Europe des moins de 17 ans 2011 et 7e du championnat du monde jeunes 2012.
Avec le Sénégal, elle participe au championnat d'Afrique des nations féminin de handball 2016 ; alors qu'elle se qualifie pour la finale, la sélection est finalement disqualifiée à la suite de l'alignement d'une joueuse non éligible.

## Palmarès

### En club
compétitions internationales
- finaliste de la coupe des vainqueurs de coupe en 2013 (avec Issy Paris Hand)
- finaliste de la coupe Challenge en 2014 (avec Issy Paris Hand)

compétitions nationales
- vainqueur de la coupe de la Ligue en 2013 (avec Issy Paris Hand)
- finaliste du championnat de France en 2012 et du 2014 (avec Issy Paris Hand)

### En équipe nationale
championnats d'Afrique
- 4e au championnat d'Afrique 2022